# Dalmosanus quercavum
Dalmosanus quercavum är en skalbaggsart som först beskrevs av Chandler 1990.  Dalmosanus quercavum ingår i släktet Dalmosanus och familjen kortvingar. Inga underarter finns listade i Catalogue of Life.